# Cuisine espagnole

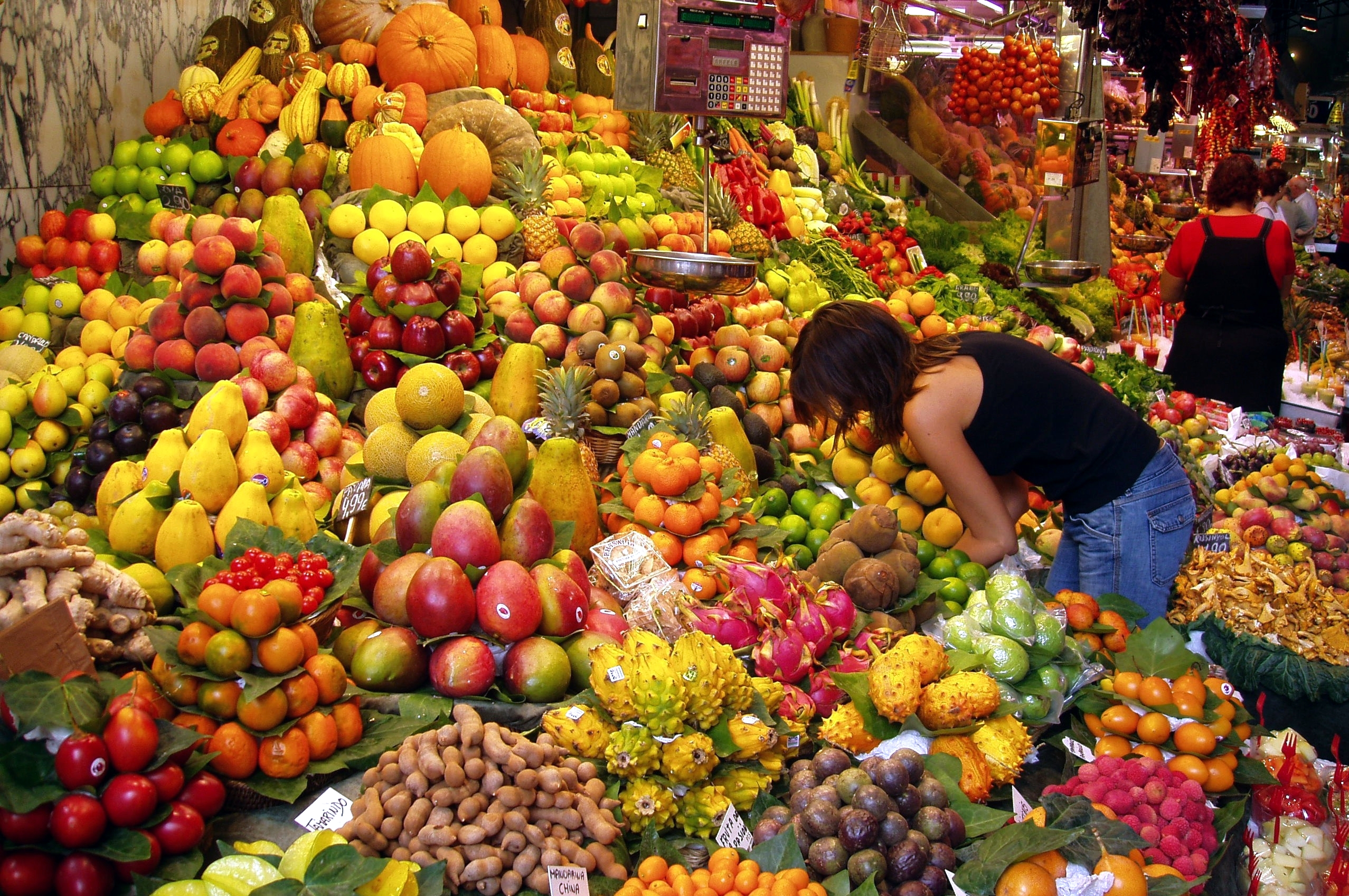
Étal de fruits dans un marché de Barcelone.

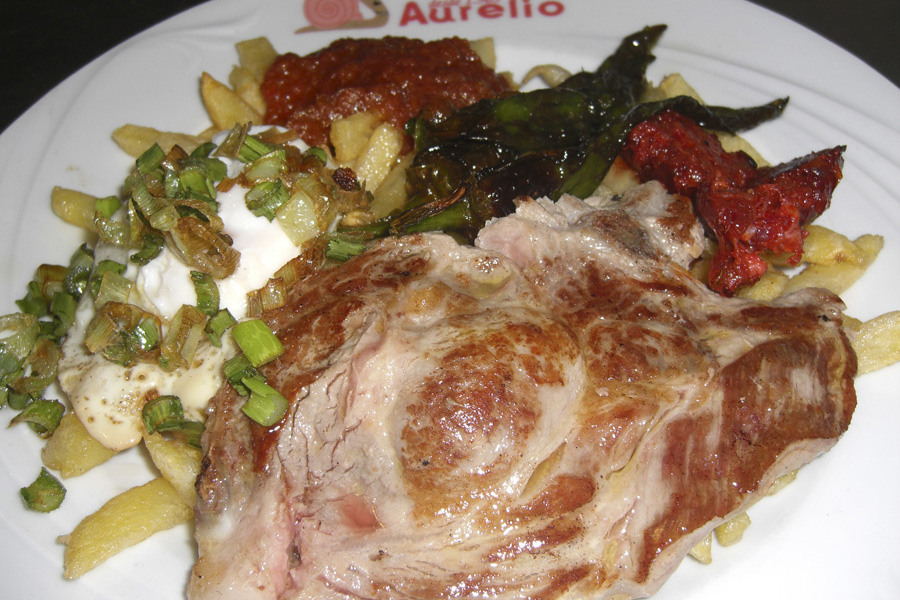
Plato combinado.

La cuisine espagnole procède, pour l'essentiel, de commande diète méditerranéenne. La diversité des régions et terroirs de l'Espagne en fait une cuisine très variée et réputée,.
La gastronomie espagnole a été influencée par ses nombreuses découvertes lors des différentes conquêtes, en Amérique latine, en Asie, en Afrique : diverses épices et nouveaux aliments en sont rapportés comme les tomates, les pommes de terre, la vanille, différentes sortes de pois, le chocolat ; mais aussi par les longues occupations qu'elle a subies : phénicienne, grecque, romaine et aussi maure, chacune apportant des épices, des aliments comme les amandes, les oranges, les citrons et les manières de préparer des mets.

## Caractéristiques

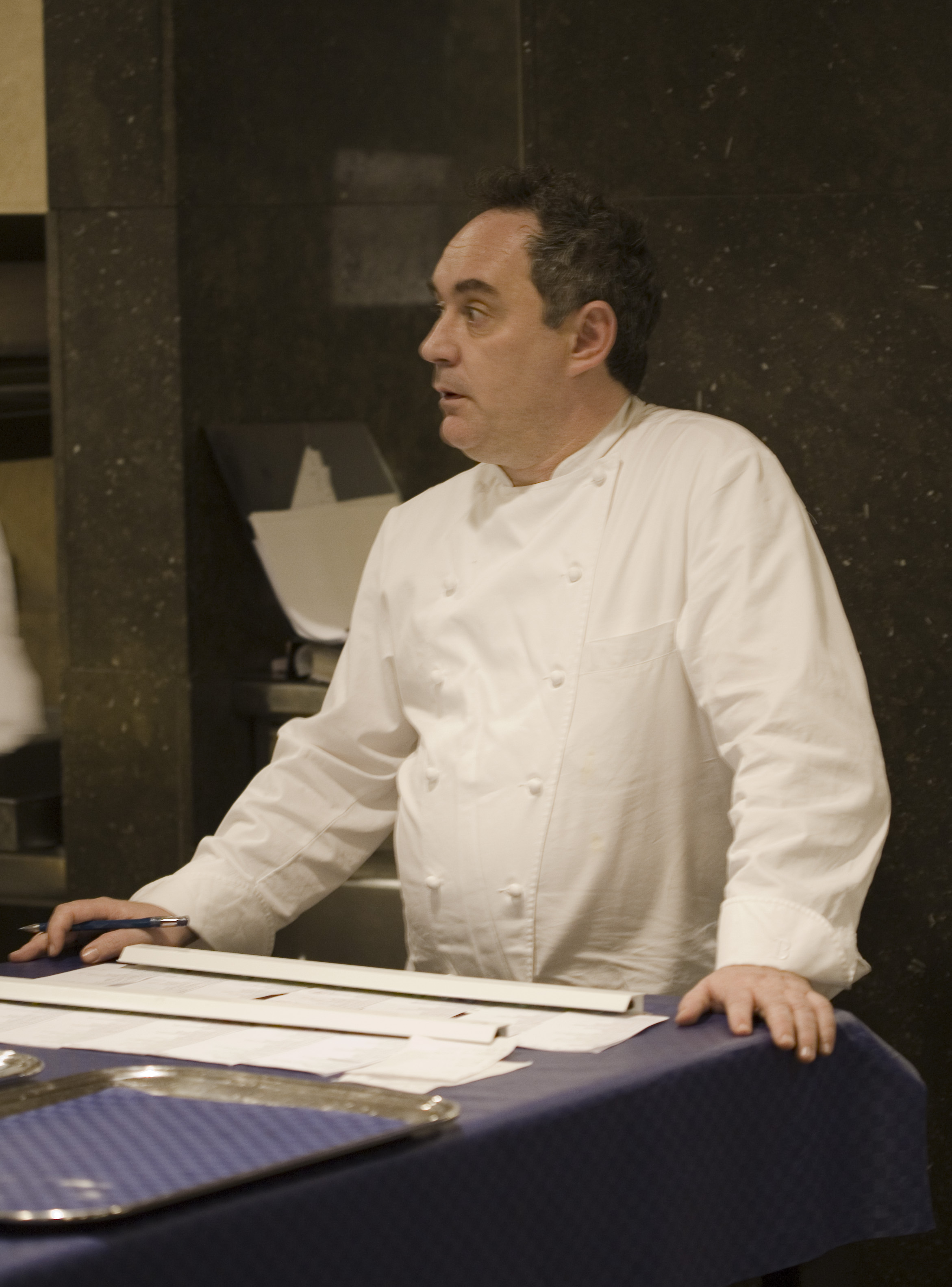
Ferran Adrià, chef cuisinier du restaurant El Bulli.

La grande diversité géographique, culturelle et climatique du territoire laisse également ses empreintes dans la cuisine,. Chaque région a ses spécialités : ainsi, l'Espagne étant bordée par la mer, de nombreux plats sont à base de poissons et de fruits de mer, mais dans les montagnes sont confectionnés des plats plus ruraux ; c'est de là que vient aussi son célèbre jamón, ainsi que son chorizo. Dans le sud de l'Espagne, par exemple en Andalousie, des spécialités froides, comme le gaspacho, sont nées. Tout cela explique la richesse de cette cuisine,,.
Les tapas restent, avec la paella, les mets les plus connus d'Espagne,, or les tapas sont en fait des plats typiquement espagnols, présentés en petites quantités, pour grignoter. Ainsi, de nombreux restaurants proposent dans leurs menus, la formule tapa (correspondant à une petite assiette), media-racion (correspondant à la moitié d'une grande assiette) et ración (correspondant à une grande assiette). La paella peut alors, de ce fait, se demander en tapa, ou en ración, c'est-à-dire en plat entier. El plato combinado, très présent dans les restaurants en Espagne, constitue un repas généralement consommé le midi. Il est constitué d'une viande grillée servie avec un œuf au plat, des frites et une salade. Il en existe différentes versions avec chorizo grillé, croquetas ou poisson.
La cuisine espagnole possède, par ailleurs, des racines religieuses très profondes : de nombreux mets sucrés et salés en sont issus. Certains étaient préparés uniquement durant des périodes précises de fêtes religieuses, comme le hornazo de Salamanca, qui se mangeait traditionnellement durant la semaine sainte et que l'on peut trouver dorénavant toute l'année. L'huile d'olive est très utilisée dans la confection des plats, l'Espagne étant le premier producteur au monde de ce produit, selon le Conseil oléicole international, (elle compte plus de 250 variétés d'huiles d'olive, majoritairement produites en Andalousie, avec 27 appellations d'origine).
Le poivron, l'ail, la tomate et l'oignon sont les ingrédients qui se retrouvent à la base de la plupart des plats espagnols. Elle utilise de nombreuses épices comme le safran, le pimentón (poivrons séchés moulus, doux ou forts), le cumin, la cannelle. C'est une gastronomie qui mêle souvent aussi le sucré et le salé, héritage des Maures. De nombreux mets sont mijotés dans des plats en terre cuite ou en argile, ou dans la poêle typiquement espagnole, la paellera. La plancha, qui est une plaque de cuisson inventée au XIXe siècle par les Espagnols, est très utilisée pour griller aussi bien les viandes et les chorizos que les légumes. Une autre spécialité est très répandue, les grillades de viande : on trouve de nombreux restaurants spécialisés, appelés asadores ou mesón, qui proposent notamment du cochon de lait, plat typique et très répandu en Espagne.
La viticulture y est aussi très importante. L'Espagne possède de grands cépages et une grande variété de vins, dont voici quelques exemples : godello, albariño, Xarel-lo, pedro ximenez pour les vins blancs, tempranillo, monastrell, mencia, bobal, carignan pour les vins rouges, les vins de la région de Jerez et les finos, manzanillas, amontillados, olorosos, palos cortados, montilla-moriles, ou encore les vins de La Rioja et de la Ribera del Duero. Aujourd'hui, le vignoble espagnol a une superficie de plus de 1 100 000 hectares, ce qui en fait le premier au monde. Il est cependant en baisse, l'Espagne ayant perdu 52 000 hectares entre 2008 et 2009.
Les jambons ibériques, le chorizo, le jambon industriel de marque Jamón Serrano et le lomo restent les produits incontournables de la gastronomie espagnole. Le plus réputé étant le bellota bellota (appellation d'origine), plus couramment appelé la pata negra, et correspondant à un jambon 100 % ibérique.
Les conserves sont une autre spécialité espagnole : elles sont notamment à base de poissons et de fruits de mer. Avec les bocaux de légumes (poivrons, champignons, oignons), elles font partie intégrante de la gastronomie espagnole et sont souvent servies en tapas.

## Popularité
La cuisine espagnole est, jusqu'au XIXe siècle, assez méconnue à l'étranger. Elle acquiert depuis un certain prestige. L'Espagne se place d'ailleurs souvent en tête du classement de la cérémonie annuelle des meilleurs restaurants du monde, se tenant à Londres chaque année. Cette place a été longtemps détenue par le célèbre chef cuisinier Ferran Adrià et son restaurant El Bulli, à Barcelone. Il est considéré, par certains critiques anglais et américains, comme le meilleur chef du monde et son restaurant connaît un succès phénoménal, aussi bien en Espagne qu'à l'étranger.
D'autres chefs espagnols ont une excellente réputation, confirmée par leurs trois étoiles au Guide Michelin : Juan Mari Arzak, et son restaurant Arzak, Santi Santamaria, et son restaurant Can Fabes, Martín Berasategui, et son restaurant Berasategui, Carme Ruscalleda, et son restaurant Sant Pau, Pedro Subijana, et son restaurant Akelarre, ainsi que Les frères Roca et leur restaurant El Celler de Can Roca.
Mais il n'y a pas que les restaurants qui font la renommée de la gastronomie espagnole. Carles Mampel, chef propriétaire de la pâtisserie-chocolaterie Bubo (à Barcelone), connait un succès grandissant. Élu meilleur maître pâtissier d’Espagne en 1999, il remporta en 2005 le prix de la meilleure tarte au chocolat aux championnats du monde de Lyon.

## Spécialités culinaires
Bien que la cuisine espagnole soit très riche, celle-ci est caractérisée par différents plats, dont voici quelques exemples.

### Tapas

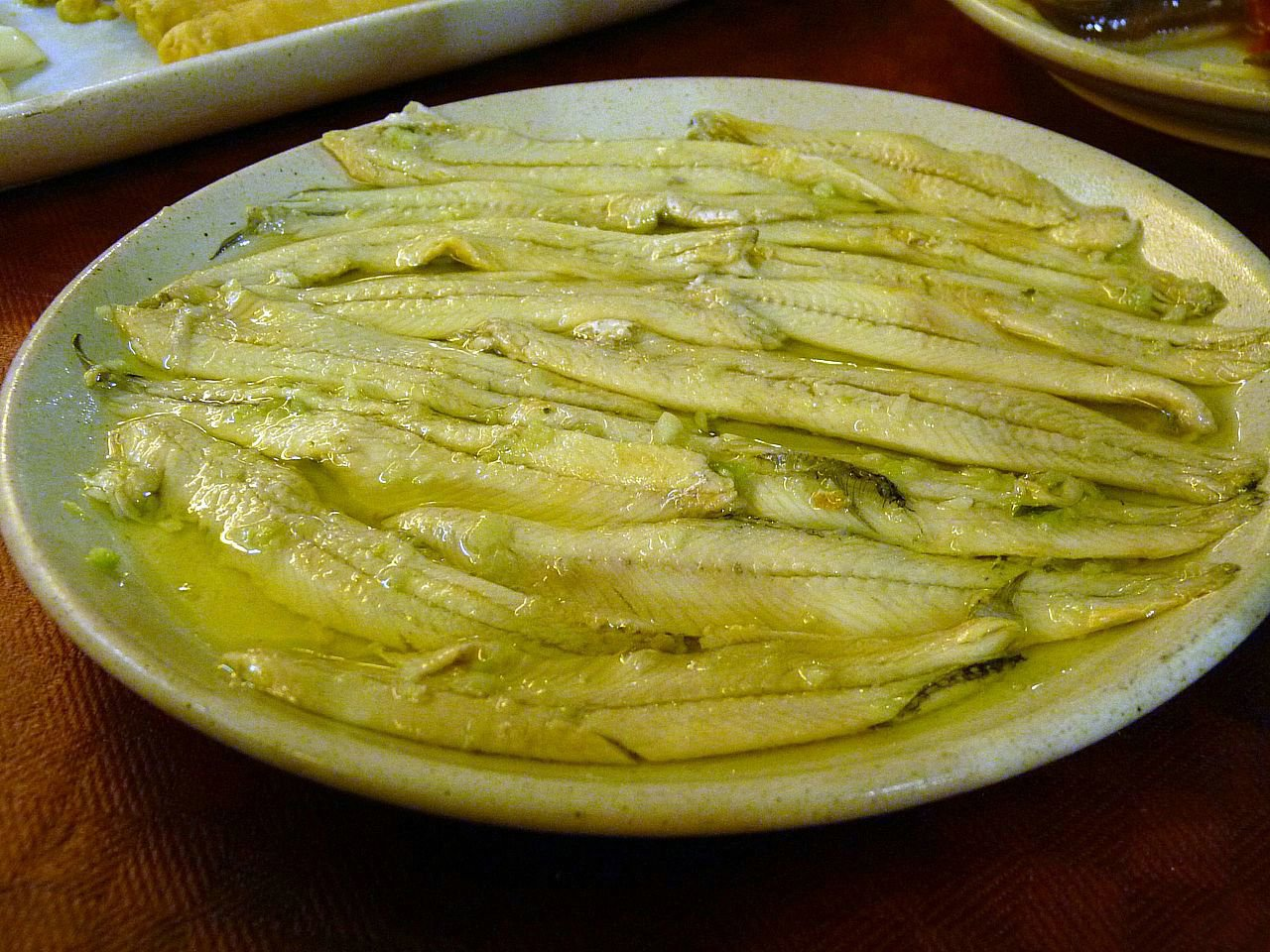
Boquerones en vinagre.

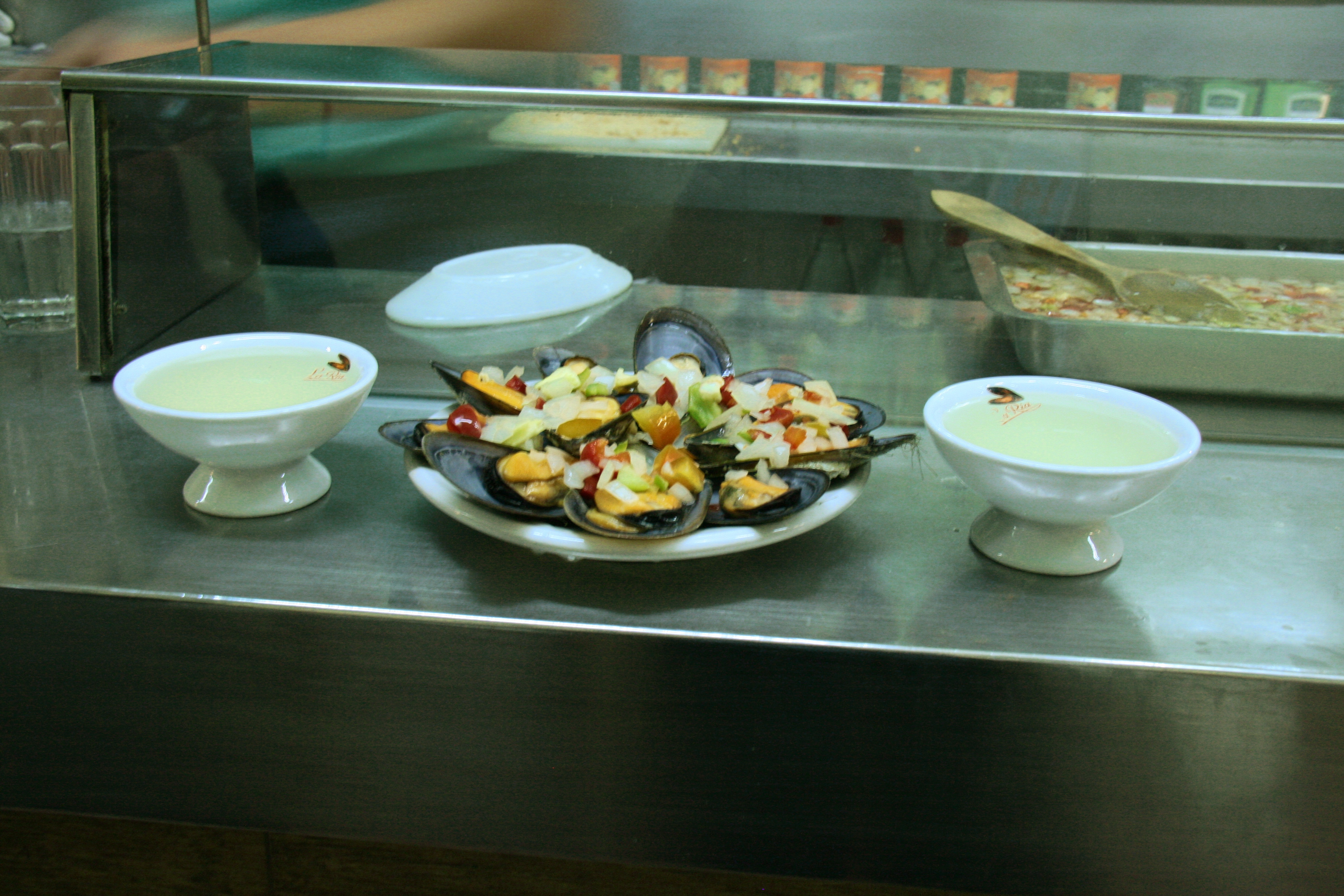
Mejillones a la vinagreta.

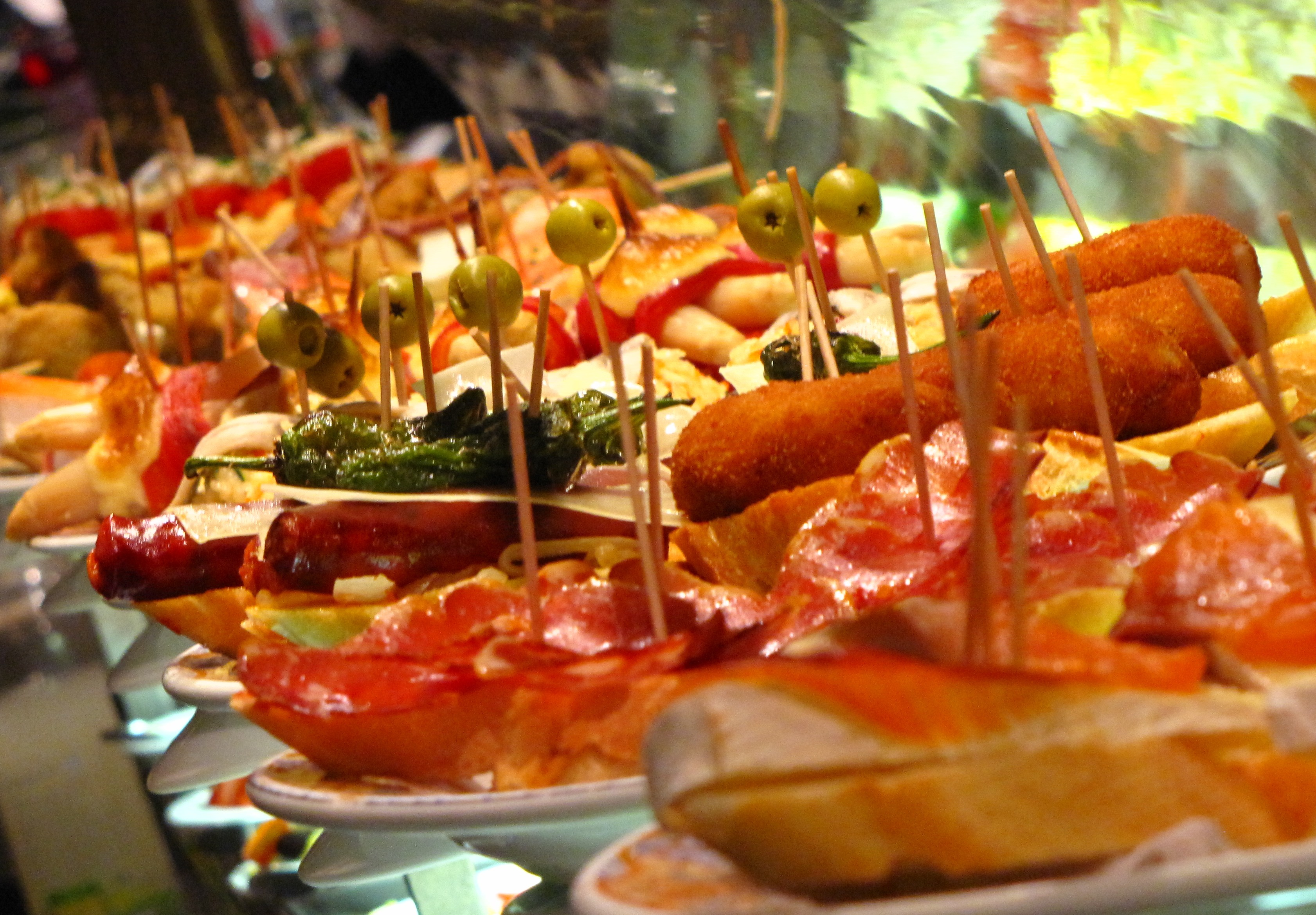
Montaditos.

On trouve de grandes variétés de ce mets typiquement espagnol. On peut citer l'aceitunas et les boquerones en vinagre qui sont à base d'anchois. L'aceitunas se compose d'olives de tout type, farcies d'anchois ou de poivrons, marinées, tandis que les boquerones en vinagre sont préparés à base d'anchois marinés. Les plats à base de pommes de terre incluent les patatas bravas (sautées), servies avec une sauce piquante appelée brava, ou un aïoli, et les patatas revolconas (écrasées) avec ail, pimentón et lardons.
Les plats à base de pains de tous types comprennent le pan con tomate, qui est un pain frotté avec de la tomate (parfois aussi de l'ail), et arrosé d'un filet d'huile d'olive, accompagné généralement de jambon sec espagnol (jambons ibériques ou une marque comme Jamón Serrano par exemple). Les montaditos sont des « petits pains montés », c'est-à-dire garnis de divers ingrédients comme la viande, le saumon, les tomates et les olives, ainsi que des charcuteries.
À base des fruits de mer, on trouve les calamares en su tinta (calamar dans son encre), les gambas al ajillo (gambas à l'ail), le pulpo a la gallega qui est un poulpe grillé (à la galicienne), servi avec un filet d'huile d'olive et saupoudré de pimentón. Il existe aussi d'autres façons de le préparer, par exemple en marinade. Il y a également les croquetas, qui sont des croquettes à base de béchamel, de jambon, de fromage ou morue.
Parmi les plats à base d'œufs, on compte le huevo relleno (œuf dur farci avec thon ou crabe) et les revueltos, qui sont des œufs brouillés avec champignons et lard (il existe des variantes).
Parmi les autres tapas, on compte les berenjenas a la miel, qui sont des aubergines grillées servies avec du miel. Le chorizo asado est un chorizo grillé au four dans des cassolettes en terre cuite, ou bien au barbecue, à la plancha ou à la poêle. L'escalivada est un plat à base de lanières d'aubergines et de poivrons rouges, grillées au four et arrosées d'huile d'olive. Les mejillones pipirrana sont des moules farcies avec poivrons, oignons et citron, ou à l'escabèche. On compte aussi les orejas de cerdos, des oreilles de porc à la plancha, servies avec une sauce à l'ail et au persil, ou piquante. Ainsi que les pimientos del piquillo, qui sont des poivrons rouges grillés, puis marinés.

### Plats traditionnels

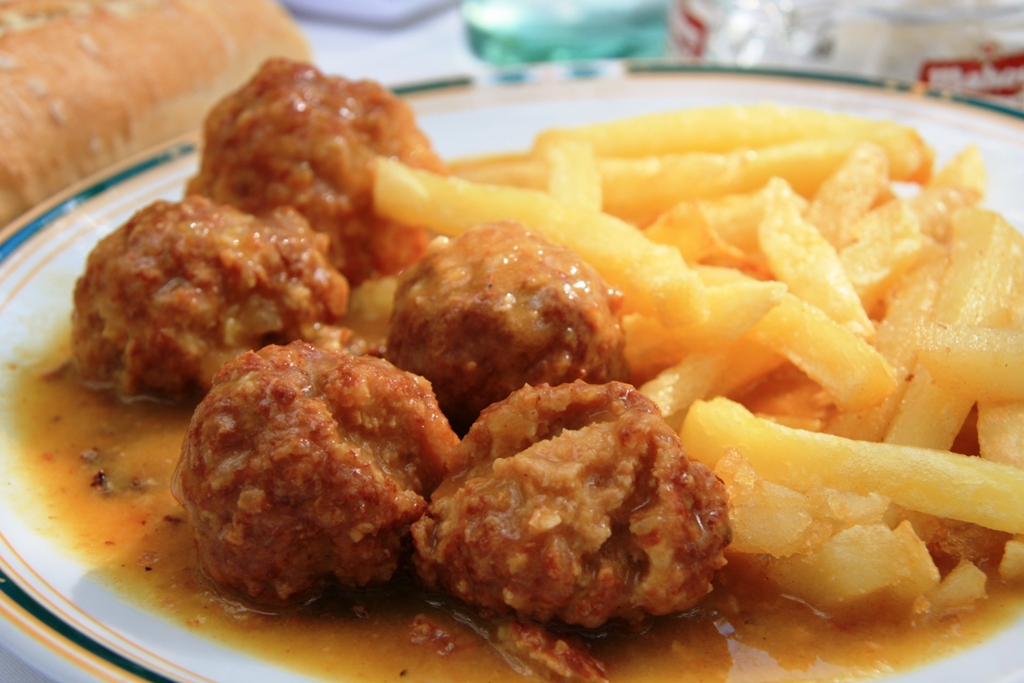
Albóndigas.

- Albóndigas, boulettes de viande hachée, généralement de bœuf ou veau, assaisonnées de persil, de cumin et cuisinées dans différentes sauces.
- Berenjenas de Almagro, type d'aubergines cultivées dans la région de Castille-La Manche, généralement farcies de poivrons ou marinées.
- Besugo a la madrileña, daurade à la madrilène, grillée au four avec des crevettes et des légumes, assaisonnée avec du vin et de l'huile d'olive.
- Bollo preñao, petit pain fourré de chorizo s'accompagnant d'un verre de cidre, surtout préparé durant les fêtes de printemps (Rioja, Cantabrie, Asturies).
- Cachopo, viande de bœuf panée et farcie de jambon et fromage, servie avec frites, poivrons et champignons. Il existe des variantes avec poulet ou porc.
- Calamares a la romana, rabas ou calamares a la andaluza.
- Callos, tripes cuisinées différemment selon les régions (à l'andalouse, à la madrilène…).
- Carcamusa, plat en sauce avec viande de veau, légumes de saison, ail, pimentón et feuilles de laurier (Tolède).
- Chanfaina, plat en sauce à base de viande de mouton, il existe différentes recettes selon les régions.
- Coquilles Saint-Jacques à l'albariño (vin blanc espagnol), huile d'olive, jambon de pays en dés, petits oignons, crème fraîche et vin.
- Cuisine à la plancha : cuisson de viandes, chorizos, poissons et fruits de mer, mais aussi de légumes, sur une plaque de cuisson spécifique. Cette façon de cuisiner est réputée car elle ne nécessite pas de matière grasse et donne un goût particulier aux aliments.
- Le chorizo, cru ou cuit de différentes manières, il se retrouve dans de nombreuses spécialités, plats cuisinés et tapas.
- Las Chuletillas al sarmiento, côtelettes d'agneau grillées aux sarments, c'est-à-dire préparées sur les braises obtenues avec les branches de la vigne (Rioja).
- Chuletón (dont le chuletón de Ávila, AOP), côte de bœuf grillée servie avec des frites et une salade.
- Churrasco, grillade de viande rouge, de poulet et de porc (surtout en Galice).
- Coca, aux garnitures très diverses, à base d'une pâte agrémentée de légumes (tomates, poivrons, olives…), de thon, d'anchois. Existe aussi en version sucrée (Catalogne).
- Cocido, plat emblématique de toute l’Espagne, sorte de pot-au-feu dont la recette varie selon les régions.
- Cochinillo, ou tostón, cochon de lait cuit au four à bois généralement, un plat typique de Castille-et-León et très répandu dans toute l'Espagne. La tradition veut que la viande soit découpée avec le bord d'une assiette avant d'être servie, prouvant ainsi sa tendreté, et donc la réussite de ce plat.
- Empanada, chausson farci de viande, de poisson, d’œuf, de pommes de terre ou d'autres ingrédients.
- Flamenquin, viande de porc farci avec du jambon sec espagnol et pané avec de la chapelure (même recette avec variante de chorizo, jambon cuit).
- Gazpacho ayorino, lapin, ail, tomates, poivrons, persil, safran et diverses épices.
- Gofio, farine de céréales grillées (principalement de maïs, de blé), pouvant se préparer de différentes façons, plats chauds ou froids, originaire des Canaries (Guanches).
- Hornazo, pain de couleur jaune et farci de diverses charcuteries (variantes avec du thon également) ; il en existe également des sucrés.
- Lomo de orza, viande de porc marinée dans des épices, du vin, du citron et de l'huile d'olive pendant 1 semaine, cuite ensuite à la poêle, puis conservée dans un bocal pour être consommée 4 à 6 mois plus tard.
- Lomo en adobo, viande de porc assaisonnée au pimentón, origan et ail, généralement servie avec des frites et une salade, ou en sandwich.
- Lomo a la valenciana, filet de porc aux oranges.
- Michirones, type de gros haricots secs, jambon sec, chorizo, pimentón, piments, ail, feuilles de laurier (Murcie).
- Papas arrugadas, petites pommes de terres cuites à l’eau fortement salée accompagnées de sauces rouge ou verte (mojo) (Canaries).
- Papandúa, plat de morue, cuisiné avec persil et safran (Malaga).
- Patatas a la importancia, pommes de terre panées avec ail, persil et safran.
- Patatas bravas, pommes de terres frites accompagnée d’une sauce tomate aillée (Madrid).
- Pepito de ternera, viande de bœuf cuite à la plancha et servie en sandwich, avec une sauce composée d’huile d'olive et d'ail (se fait aussi avec du lomo adobado).
- Pepitoria, façon de préparer toutes les viandes avec une base de sauce au jus de viande, un jaune d’œuf et des amandes moulues.
- Pescaito frito, poisson et fruits de mer frits (Andalousie).
- Ropa vieja, plat mijoté à base de viandes effilées d’origine médiévale, très populaire aux îles Canaries.
- Salpicón, plat froid à base de viande hachée ou de fruits de mer, assaisonné d'une vinaigrette à base de persil, d'oignon, d'ail et de diverses épices.
- Ternasco, agneau de lait rôti, dont le ternasco asado y mechado, un agneau de lait mariné dans le vin durant toute une nuit, puis rôti au four à bois (Aragon).
- Tortilla de patatas, à base de pommes de terre et d'oignons. Certains rajoutent des poivrons, du chorizo ou d'autres aliments.
- Truita de mongetes, omelette à base de haricots blancs (Catalogne).

### Charcuterie espagnole

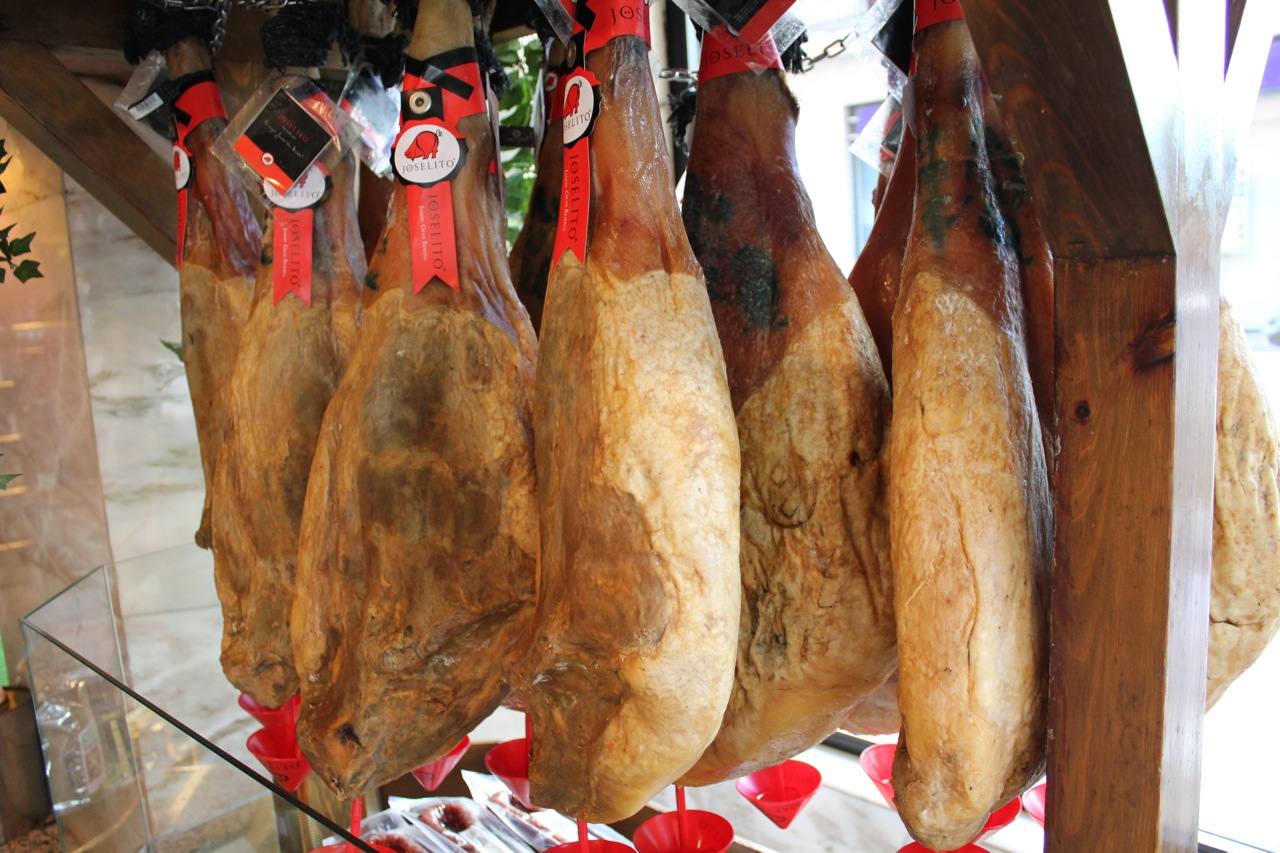
Jambons industriels de marque Jamón Serrano.

- Botifarra, il en existe de nombreuses sortes, crues ou cuites, sucrées ou mélangées avec des champignons, par exemple.
- Carnixulla, sorte de saucisse sèche (Menorca).
- Cecina, jambon sec de bœuf.
- Chistorra, sorte de petit chorizo.
- Chorizo, mets populaire, il se mange en tapa (c'est-à-dire juste coupé en rondelle avec du pain), ou cuit (barbecue, four, potage, ragoût, empanadas), ainsi il en existe aussi des frais, qu'il faut cuire avant de consommer. Il existe une grande variété de cette salaison.
- Chorizo riojano, variété de chorizo.
- Chosco, saucisse sèche fumée.
- Embuchado, sorte de saucisse sèche.
- Farinato, sorte de saucisse.
- Fuet, saucisson (Catalogne).
- Jamón ibérico, jambon sec de porc nourri aux glands. Il en existe différents types, selon l'élevage et la race du porc, le plus réputé étant le jamón de Bellota. Il existe plusieurs appellations d'origine. Le terme pata negra est une dénomination courante et fait directement référence à la race du porc.
- Jamón Serrano, marque commerciale de jambons secs industriels de porc, trois déclinaisons sont fabriquées.
- Lomo embuchado, filet de porc séché.
- Longaniza, sorte de chorizo.
- Morcilla, sorte de boudin.
- Morcilla blanca, autre sorte de boudin.
- Morcón, sorte de chorizo élaboré avec moins de gras.
- Patatera, sorte de boudin.
- Relleno de carnaval, saucisse préparée et servie pendant le carême.
- Sabadiego, chorizo.
- Soubressade, sorte de chorizo.
- Xolís, saucisson.

### Plats de riz

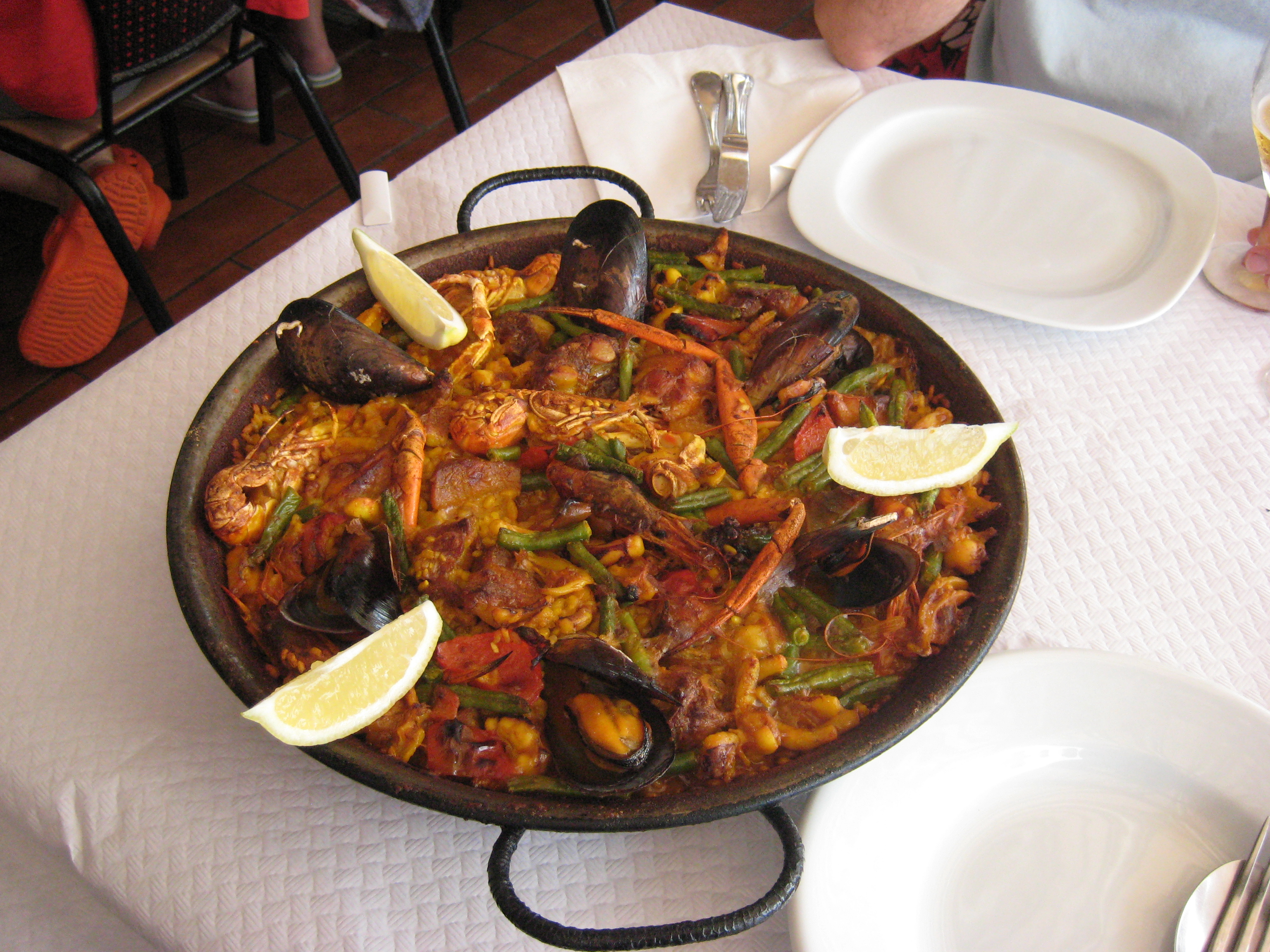
Paella.

Les plats à base de riz comprennent l'arroz a banda (riz au poisson), l'arroz con costra (riz en croûte gratiné au four), l'arroz empedrado (riz, haricots secs, morue, pimentón et ail principalement), l'arròs negre (sorte de paella cuite dans l'encre de seiche, d'où elle tient sa couleur noire), l'arroz a la zamorana, et le caldéro (Melilla).
On compte également la célèbre paella, qui peut être préparée avec de la viande, des fruits de mer ou un mélange des deux. Il existe différentes recettes selon les régions.

### Cocido(ragoût et pot-au-feu)

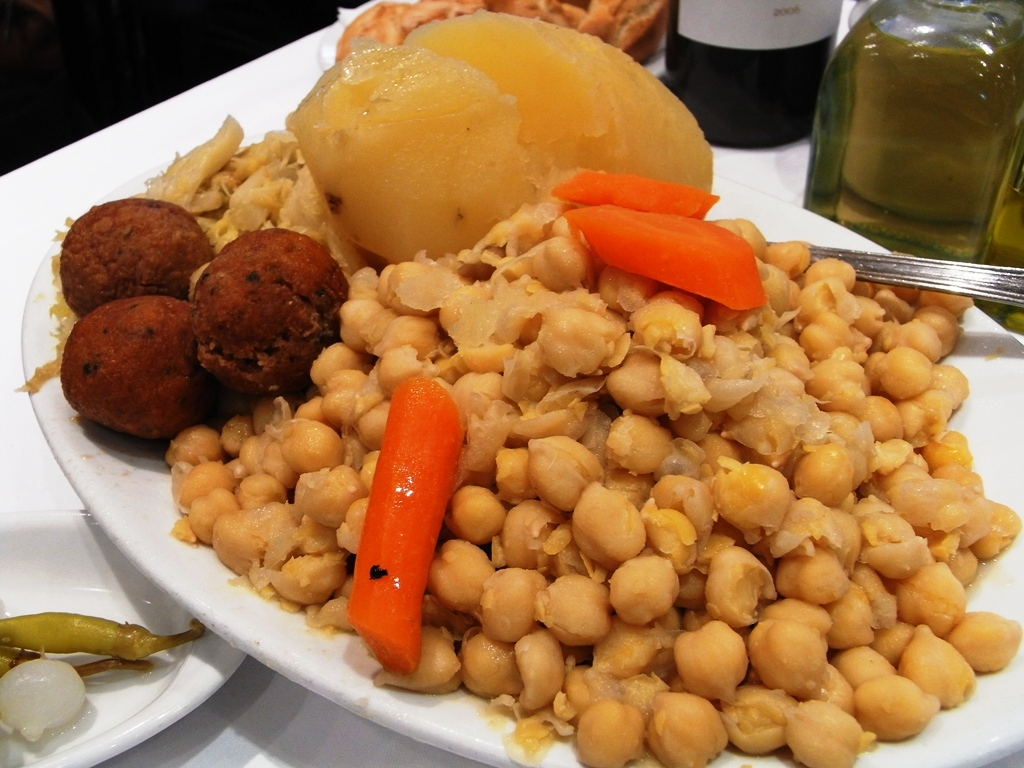
Cocido madrileno.

Le cocido est un plat très répandu dans toute la péninsule. Il en existe différentes recettes, selon les régions. Le cocido est généralement élaboré à base de pois chiches ou haricots secs, de viande, de chorizo et de légumes. Selon les régions, on retrouve le cocido andaluz (Andalousie), le cocido lebaniego et le cocido montañés (Cantabrie), le cocido madrileño (Madrid), le cocido maragato (León), et le cocido de pelotas (Murcie).
Le migas est un plat à l'origine élaboré par les travailleurs des champs, à base de pain frotté à l'ail (existe dans différentes régions d'Espagne).
Les autres cocidos comprennent notamment le cordero a la pastora, un ragoût d'agneau aux épices et pommes de terre ; la fabada asturiana, le gaspacho manchego, l'olla gitana, à base de pois chiches et divers légumes, safran ; le porrusalda, un potage de poireaux, pommes de terre, carottes, oignon, ail et morue ; et le puchero.

### Légumes et salades

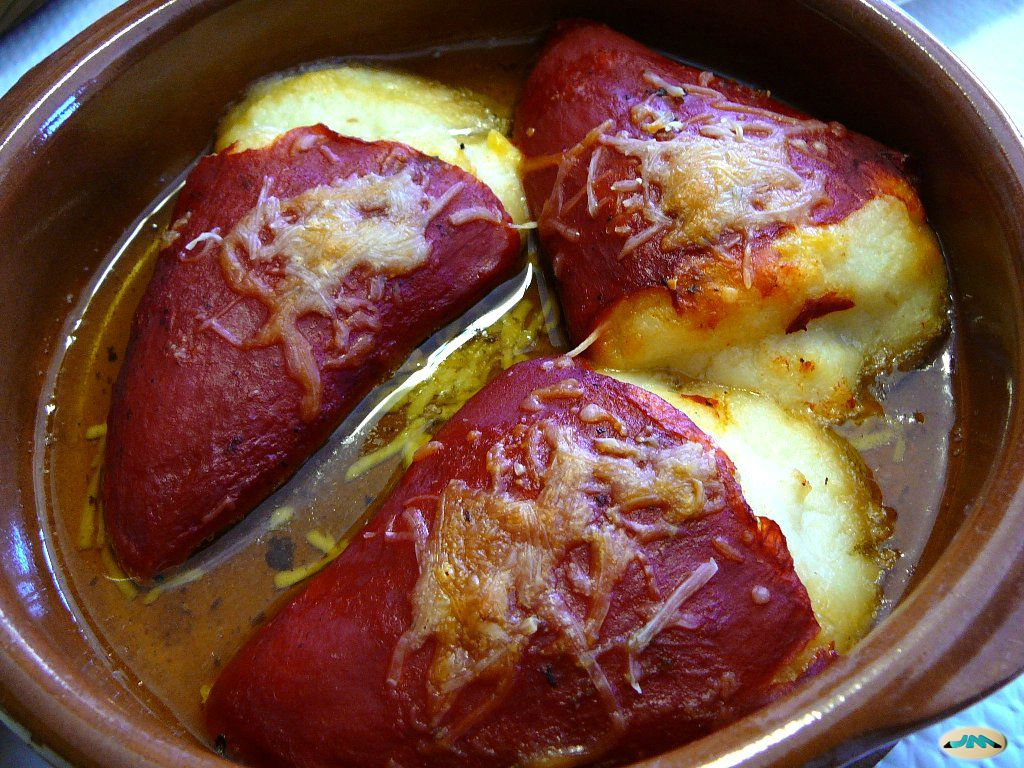
Pimientos rellenos.

- Calçotada, barbecue d'oignons que l'on trempe dans une sauce spéciale, la salvitxada.
- Escalivada, lanières d'aubergines et de poivrons rouges, cuites au four et arrosées d'huile d'olive.
- Menestra, divers légumes cuisinés avec un peu de bouillon (différentes recettes selon les régions).
- Moje ou mojete, tomates, oignons, olives noires, coupés en petits morceaux, piments, œufs durs, thon ou morue.
- Pimientos rellenos, poivrons farcis de morue, de morcilla, de viande, de gambas (beaucoup dans le nord de l'Espagne).
- Pipirrana, salade à base de tomates, oignons, poivrons verts et concombres coupés en dés. On peut y ajouter de la morue. Cette salade est parfois servie sur des tranches de pain (autres variantes avec olives noires, cumin). Plat typique de l'Andalousie.
- Pisto, sorte de ratatouille variant selon les légumes de saison, mais comportant généralement des poivrons rouges et verts, des tomates, des courgettes et de l'ail.
- Remojón, ou remojón de naranja, salade à base d'oranges et d'huile d’olive. Il existe de nombreuses variantes, avec morue par exemple.
- Tomates rellenos, tomates farcies avec divers aliments (Murcie).
- Zarangollo murciano, mélange de courgettes et d'oignons (parfois de pommes de terre) et d'œufs.

### Soupes et sauces
Le mojo rojo est une sauce à base de poivrons rouges et piments doux. La variante mojo verde est une sauce à base de poivrons verts, coriandre et persil. La salsa romesco est une sauce avec tomates, nyores (petits poivrons rouges séchés), amandes, et ail. La salvitxada, est une sauce à base d'amandes grillées, tomates rôties, piments, ail rôti, huile d'olive, vinaigre et persil.
Il existe des soupes à base de fruits de mer tels que le suquet, qui est une soupe à base de poisson et crustacés, et la sopa de mejillones y pescado (soupe de moules et de poisson). On peut aussi citer le célèbre gaspacho, une soupe froide de légumes avec de nombreuses variantes (et parfois de légumes et d'agrumes). Le salmorejo est une soupe froide plus épaisse que le gaspacho.
L'ail est également prisé dans plusieurs sauces et soupes. Par exemple, l'ajo blanco est une soupe d'Andalousie aux amandes, à l'ail et à base de raisin. l'adobo est une marinade très utilisée pour différents types de mets, à base de pimentón, d'ail et d'origan (parfois avec du vinaigre). L'alioli est une sauce à l'ail, et le chilindrón est une sauce qui accompagne diverses viandes, à base de tomates, de poivrons rouges et d'ail. La samorreta est une sauce avec ail, tomate grillée, persil, poivre et quelques gouttes de vinaigre. La sopa de ajo est une soupe à l'ail.
Les autres soupes sont le caldo gallego, qui est un potage avec de nombreuses variantes ; l'escudella i carn d'olla (soupe catalane), la vichyssoise, une soupe de pommes de terre et poireaux, très répandue au Pays basque (son origine n'est pas définie) ; et la zoque, un type d’almorejo de Malaga.

### Desserts et pâtisseries

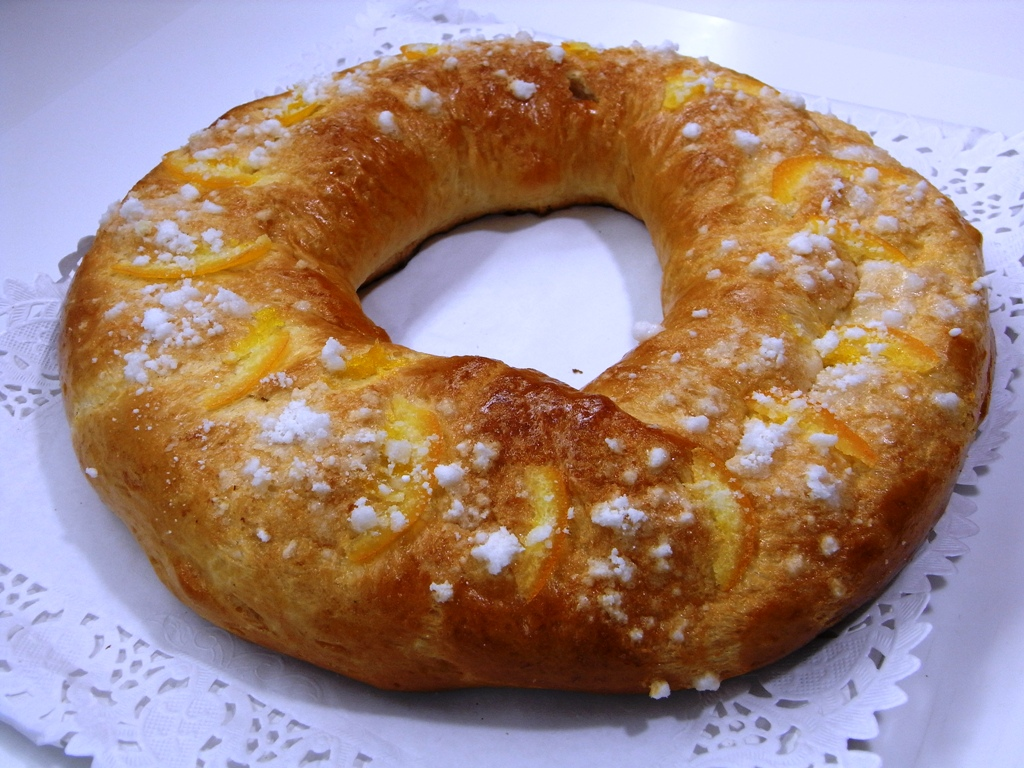
Roscon de reis.

- Arnadí, biscuits surtout consommés durant le carême et la semaine sainte, à base de citrouille, amande, cannelle, citron, œufs et sucre (Valence).
- Arrope, sirop de raisin caramélisé.
- Arroz con leche, riz au lait.
- Bollo maimón, ou bollo de clavonía, pâtisserie typique de Salamanca.
- Borrachos, « ivrognes », gâteaux à base de rhum, citron et cannelle.
- Brazo de gitano, gâteau roulé.
- Carbayon, pâtisserie à base de pâte feuilletée, amande, cognac ou vin sucré, recouverte d'une sorte de glaçage au citron et à la cannelle (Asturies).
- Carquiñol, biscuits (Catalogne, Aragon, Baléares).
- Carbón dulce (charbon des rois), une sucrerie typique des fêtes de Noël et de l'Épiphanie.
- Churros, beignets frits et roulés dans le sucre, généralement accompagnés d'un chocolat chaud épais.
- Coca, même chose que le plat typique mais sucré, avec différentes garnitures.
- Crema catalana, sorte de crème brûlée.
- Ensaimada, brioche espagnole (Baléares), nature ou fourrée de crème, de chocolat ou de charcuterie.
- Flan de huevo.
- Frisuelos, crêpes espagnoles (Cantabrie, Asturies, Léon).
- Guirlache, nougat d'Aragon.
- Hornazo, fourré de crème pâtissière, chocolat… Très répandu dans le pays, il est de coutume de l'offrir aux enfants lors des fêtes religieuses de février, entre autres pour le día de Andalucía (« le jour de l'Andalousie »).
- Leche frita.
- lait meringué.
- Leche rizada, sorte de crème glacée sans œuf.
- Magdalenas, madeleines espagnoles (apportées par les Français lors des pèlerinages à Compostelle).
- Mantecados et polvorones, deux sortes de biscuits sablés à base d'amande et de cannelle.
- Mazapan, petits gâteaux à la pâte d'amande.
- Miguelitos, biscuits feuilletés fourrés de crème pâtissière.
- Natillas, crème dessert avec citron et cannelle.
- Neulas, biscuits surtout consommés à Noël.
- Panellet, biscuit typique de Catalogne, Aragon, Valence et Baléares.
- Paparajotes, sorte de beignets élaborés avec des feuilles de citronnier et cannelle (Jaén).
- Perrunillas, biscuits.
- Piñonate, confiserie.
- Ponche segoviano, gâteau fourré de crème pâtissière.
- Roscon de Reyes, galette des rois espagnole, brioche avec fruits.
- Rosquillas, beignets frits.
- Tarta de queso, gâteau au fromage.
- Tarta de Santiago, tarte aux amandes.
- Tocino del cielo, flan de jaunes d’œufs.
- Toña, ou fogaseta, boule de pain sucré avec cannelle et citron, de la région d'Alicante.
- Toñas, biscuits sucrés à l'huile d'olive et anis.
- Torrijas, sorte de pain perdu consommé durant le carême ou la semaine sainte.
- Tortas de Aceite, feuilleté à l'anis.
- Turron, sorte de nougat.

### Fromages

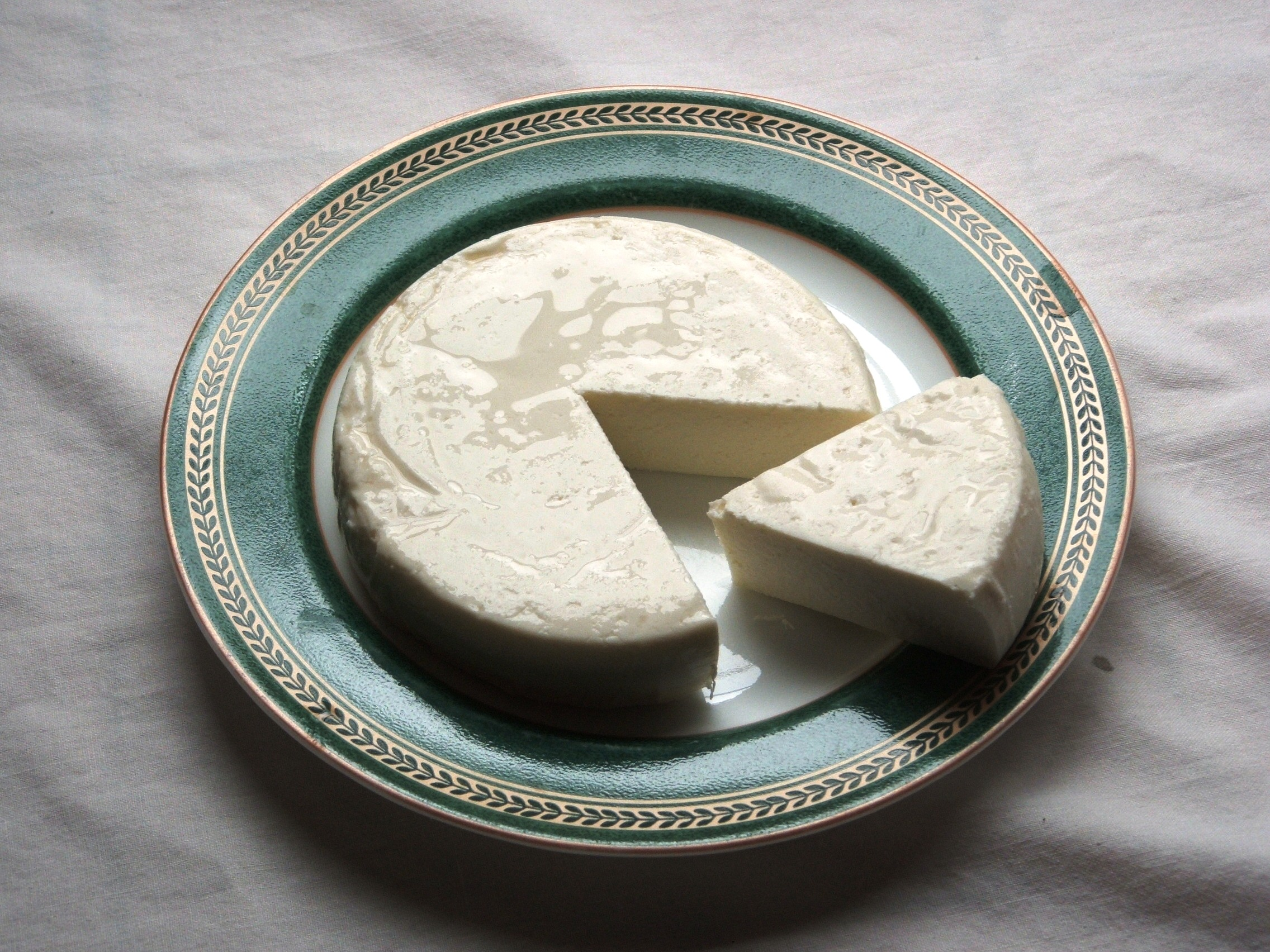
Queso fresco (fromage frais).

- Afuega'l pitu, lait de vache AOP (Asturies).
- Cabrales, fromage bleu AOP (Asturies).
- Casín, lait de vache (Asturies).
- Gamonéu, fromage légèrement fumé AOP (Asturies).
- Manchego.
- Picón Bejes-Tresviso, fromage bleu, mélange de lait de vache, de brebis et de chèvre AOP (Cantabrie).
- Picón de Valdéon, fromage bleu AOP (Léon).
- Queso de Biescas, lait de brebis (Aragon).
- Queso de Burgos, lait de brebis (Burgos).
- Queso Chistabín, (Aragon).
- Queso Hecho y Ansó, fromage au lait de vache ou mélangé, fabriqué dans les Hautes-Pyrénées.
- Queso Mahón, lait de vache AOP (Minorque).
- Queso Mallorca, lait de vache AOP (Minorque, Baléares).
- Queso de Murcia al vino, fromage au vin AOP (Murcie.)
- Queso Patamulo, lait de brebis (Aragon).
- Queso de Radiquero, fromage de chèvre (Aragon).
- Queso San Simón da Costa, fromage fumé au lait de vache AOP (Galice).
- Queso Tetilla, ou perilla, fromage en forme de cône, AOP (Galice).
- Queso de Sahún (Aragon).
- Queso zamorano, lait de brebis AOP (Zamora).
- Quesitos de Zuheros, petits fromages de chèvre (Cordoue).
- Roncal, lait de brebis AOP (Navarre).
- Torta del Casar, lait de brebis AOP (Estrémadure).
- Torta de La Serena, lait de brebis (Estrémadure).

### Pains
- Albardilla (Malagà).
- Cateto (Malagà).
- Hogaza (Castille et Léon).
- Pan de cinta (Aragon).
- Pan de Logrosán.
- Panchón.
- Señorito.
- Toña ou fogaseta, boule de pain sucré avec cannelle et citron (Alicante).

### Boissons

#### Boissons alcoolisées
- Aguardiente, eau-de-vie.

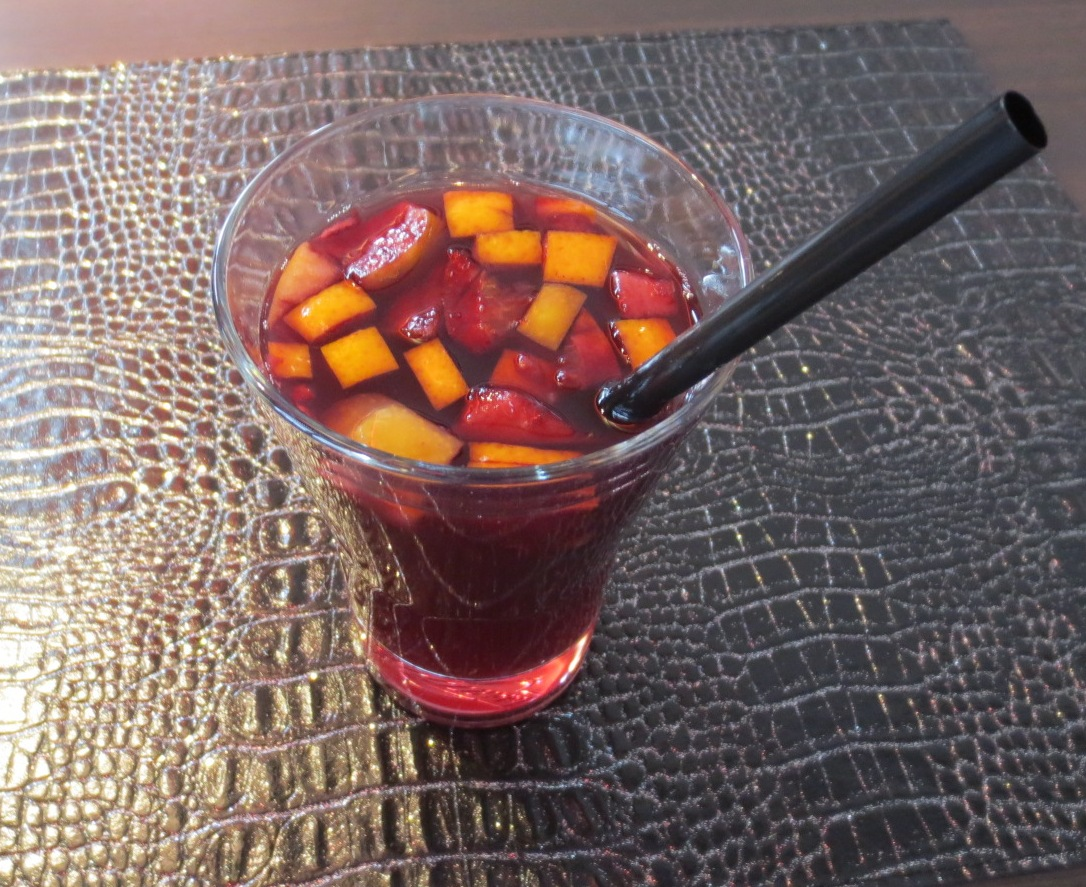
Sangria.

- Brandy d'Osborne, alcool proche du cognac.
- Cava, vin mousseux.
- Cerveza (bière), il en existe différentes marques espagnoles : Cruz del campo, Mahou, San Miguel, Estrella, Cerveza Alhambra.
- Vin de Malaga, sorte de vin cuit sucré.
- Manzana, liqueur de pomme (servie très fraîche avec des glaçons).
- Moscatel, vin blanc doux.
- Orujo, marc.
- Sangria, vin rouge ayant macéré avec des fruits et des épices.
- Sidras, divers cidres, grande tradition des régions du Pays basque, de Navarre et des Asturies.
- Tinto de verano, vin rouge, limonade, rondelle de citron.
- Vermuth al grifo, vin cuit macéré avec des herbes, livré dans de petits fûts, servi avec de l'eau gazeuse.
- Vino de naranja, vin d'orange (Andalousie).
- Xérès, vin blanc (appellation d'origine).
- Zurracapote, vin rouge macéré avec pêches, abricots, pruneaux et raisins secs.

#### Boissons non alcoolisées
Liste non exhaustive :

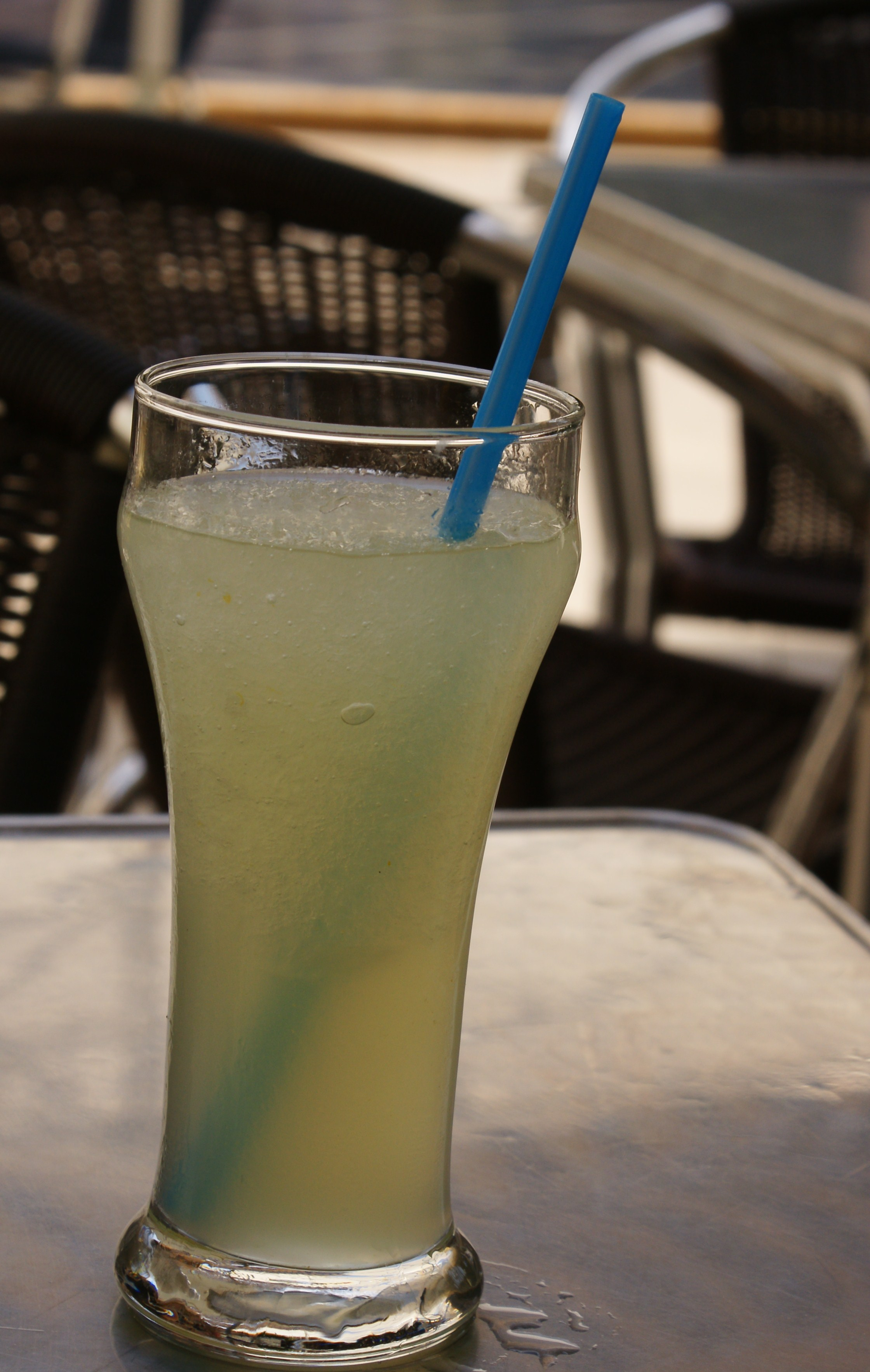
Granizado.

- Chocolate en taza, chocolat chaud très épais.
- Granizado, glace pilée nappée de sirop. En Andalousie, c'est une spécialité à base de jus de citron.
- Horchata, boisson à base de souchet.

## Cuisines par région
- Cuisine d'Alava (es)
- Cuisine de la province d'Albacete
- Cuisine de la province de Cadix
- Cuisine d'Alicante
- Cuisine d'Almeria
- Cuisine andalouse
- Cuisine aragonaise
- Cuisine asturienne
- Cuisine d'Ávila
- Cuisine baléare
- Cuisine basque
- Cuisine canarienne
- Cuisine cantabre
- Cuisine castillane
- Cuisine de Castille-et-León
- Cuisine de Castille-La Manche
- Cuisine catalane
- Cuisine estrémègne
- Cuisine galicienne
- Cuisine madrilène
- Cuisine murcienne
- Cuisine navarraise
- Cuisine riojane
- Cuisine valencienne

## Patrimoine culturel immatériel
La diète méditerranéenne (« ensemble de savoir-faire, connaissances, pratiques et traditions », qui concerne l'Espagne, la Grèce, l'Italie et le Maroc), a été inscrite le 16 novembre 2010 sur la liste représentative du patrimoine culturel immatériel de l'humanité de l'UNESCO. Les bienfaits de cette diète pour la santé avaient été vérifiés lors d'une étude menée à bien par l'épidémiologiste américain Ancel Keys.